# Dealu Frumos, Sibiu
Dealu Frumos, mai demult Șulumberg, Șulemberg, (în dialectul săsesc Schinebärch, Šinebarχ, în germană Schönberg, în trad. "Dealu Frumos", în maghiară Lesses, Leses) este un sat în comuna Merghindeal din județul Sibiu, Transilvania, România.

## Biserica evanghelică
- Vezi și Biserica fortificată din Dealu Frumos

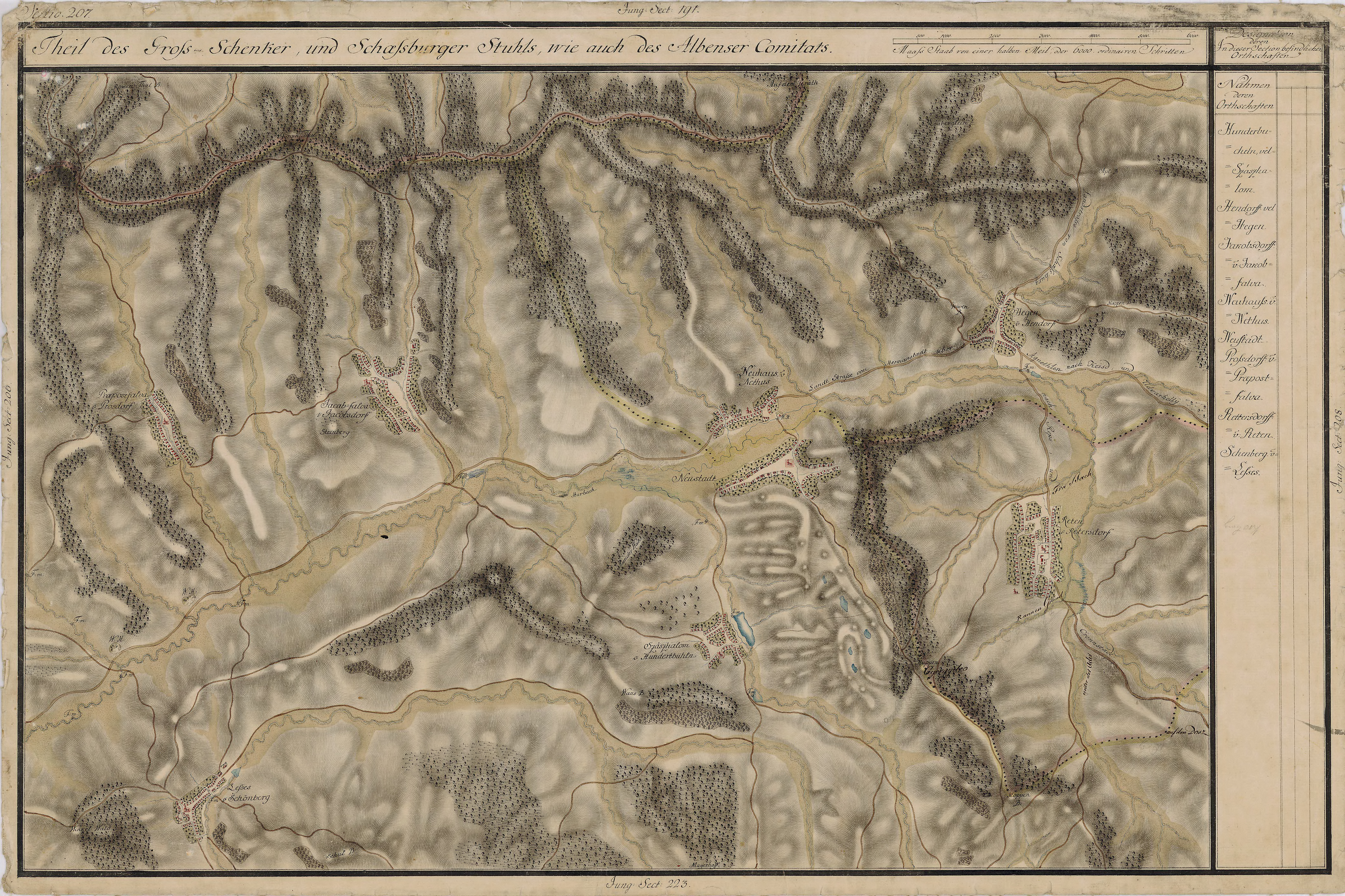
Dealu Frumos în Harta Iosefină a Transilvaniei, 1769-1773

Încă din prima jumătate a secolului al XIII-lea exista o  bazilică  romanică cu  cor  pătrat și  absidă  semicirculară, cu trei nave, dar fără  clopotniță. Evenimentele istorice ce aveau să urmeze, precum și schimbarea tehnicii de război, in special răspândirea armelor de foc, au impus construirea a două turnuri de apărare.

## Fortificația
Ca toate bisericile săsești din sudul Transilvaniei, și cea de la Dealu Frumos a fost înconjurată de o incintă, având forma rectangulară, care datează de la începutul secolului al XVI-lea. O dată cu mărirea numărului de locuitori, incinta a fost lărgită și a mai fost ridicat un turn cu cinci laturi, care, undeva sub streașină, adăpostește mai multe inscripții printre care și anul 1522. 

## Personalități
- Victor Păcală (n. 1874, Șulumberg - d. 1955 Sibiu), profesor și publicist, autorul lucrării "Monografia Comunei Rășinariu", Sibiu 1915.
- Aurel Păcală (1881 - 1940), deputat în Marea Adunare Națională de la Alba Iulia 1918, ofițer, general in Armata Românã.

## Galerie de imagini

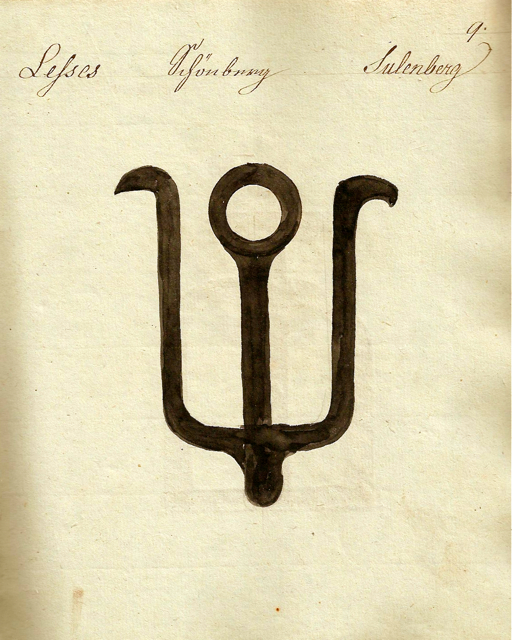
1826 - Danga pentru vite
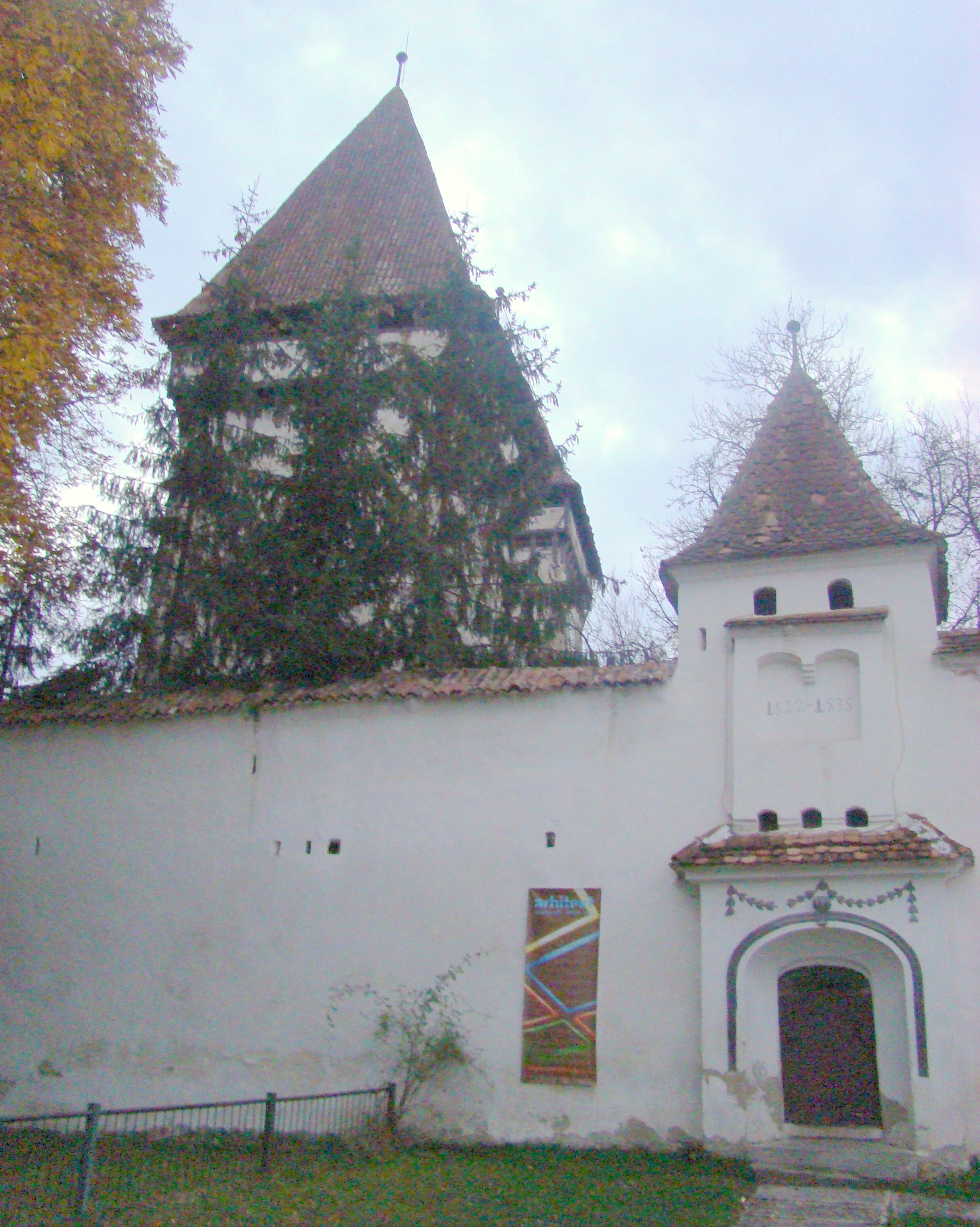
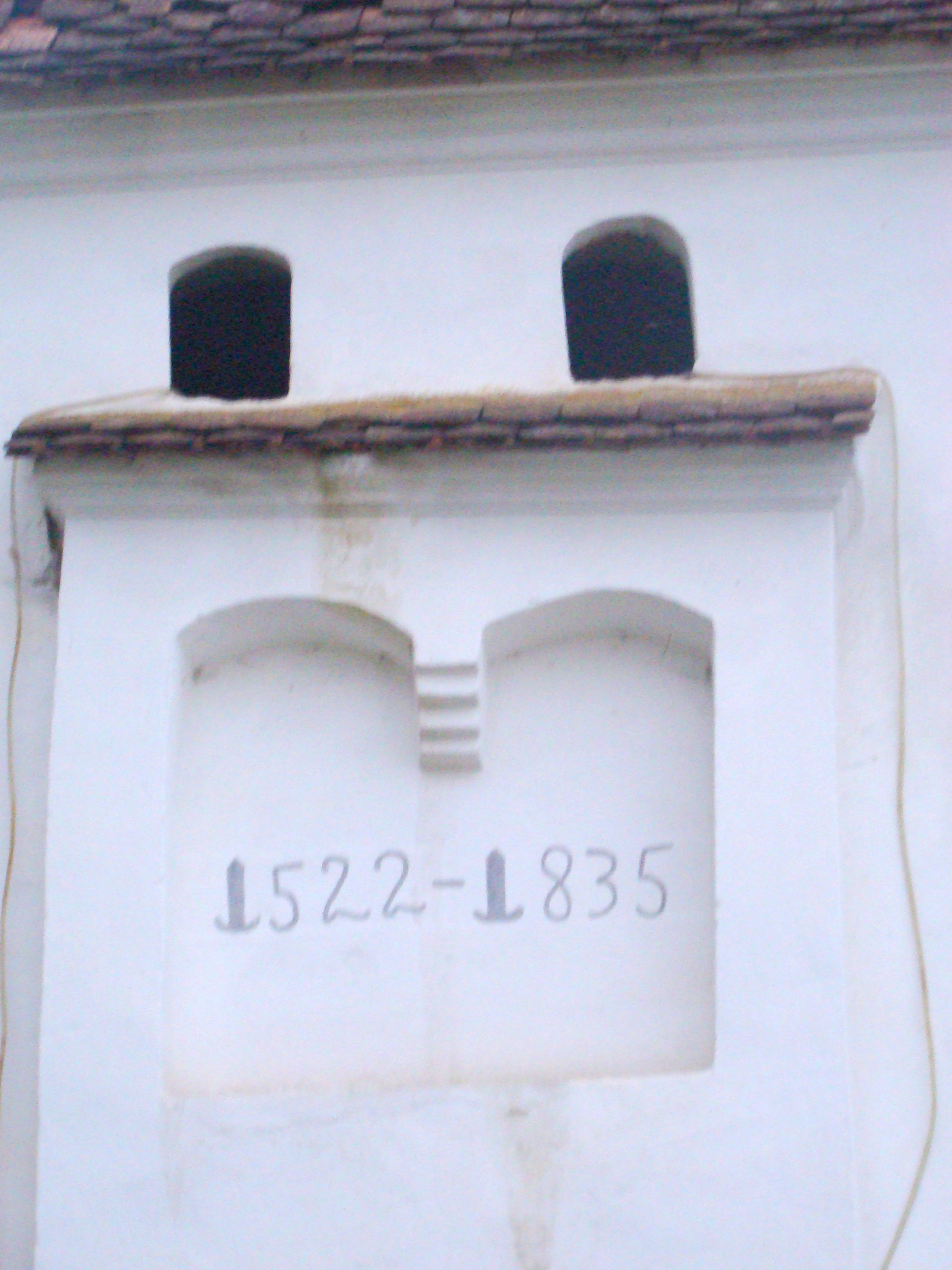
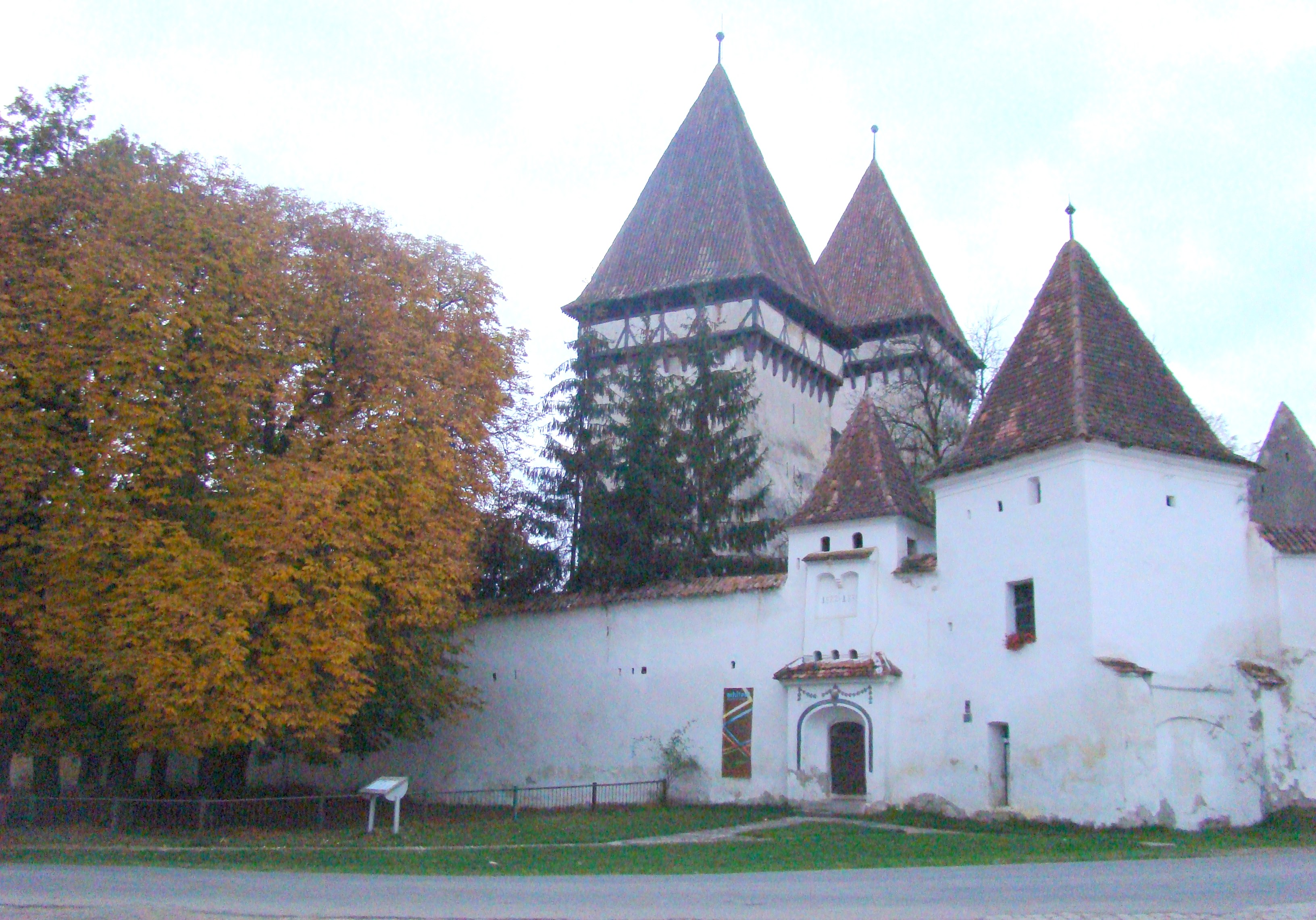
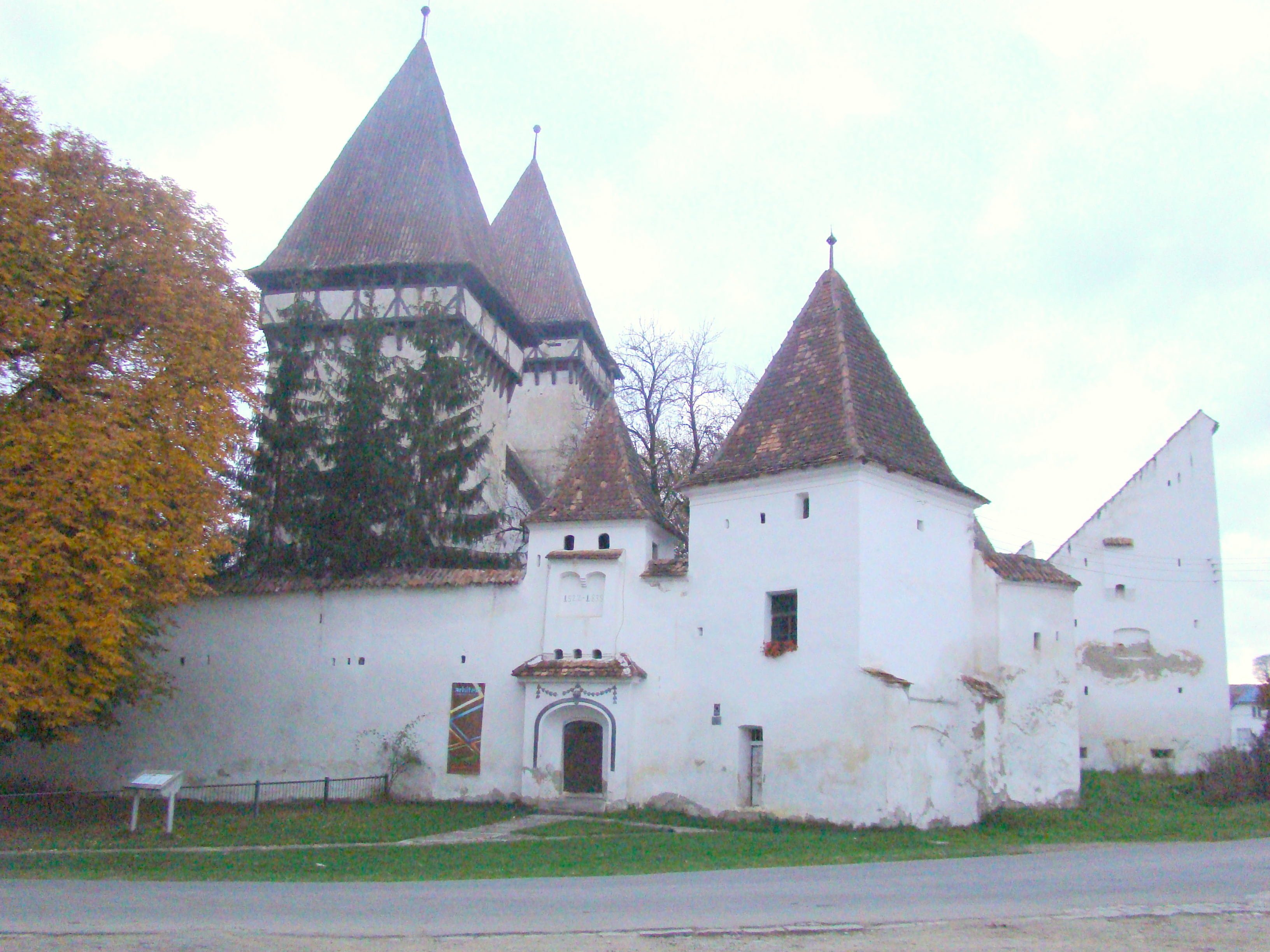
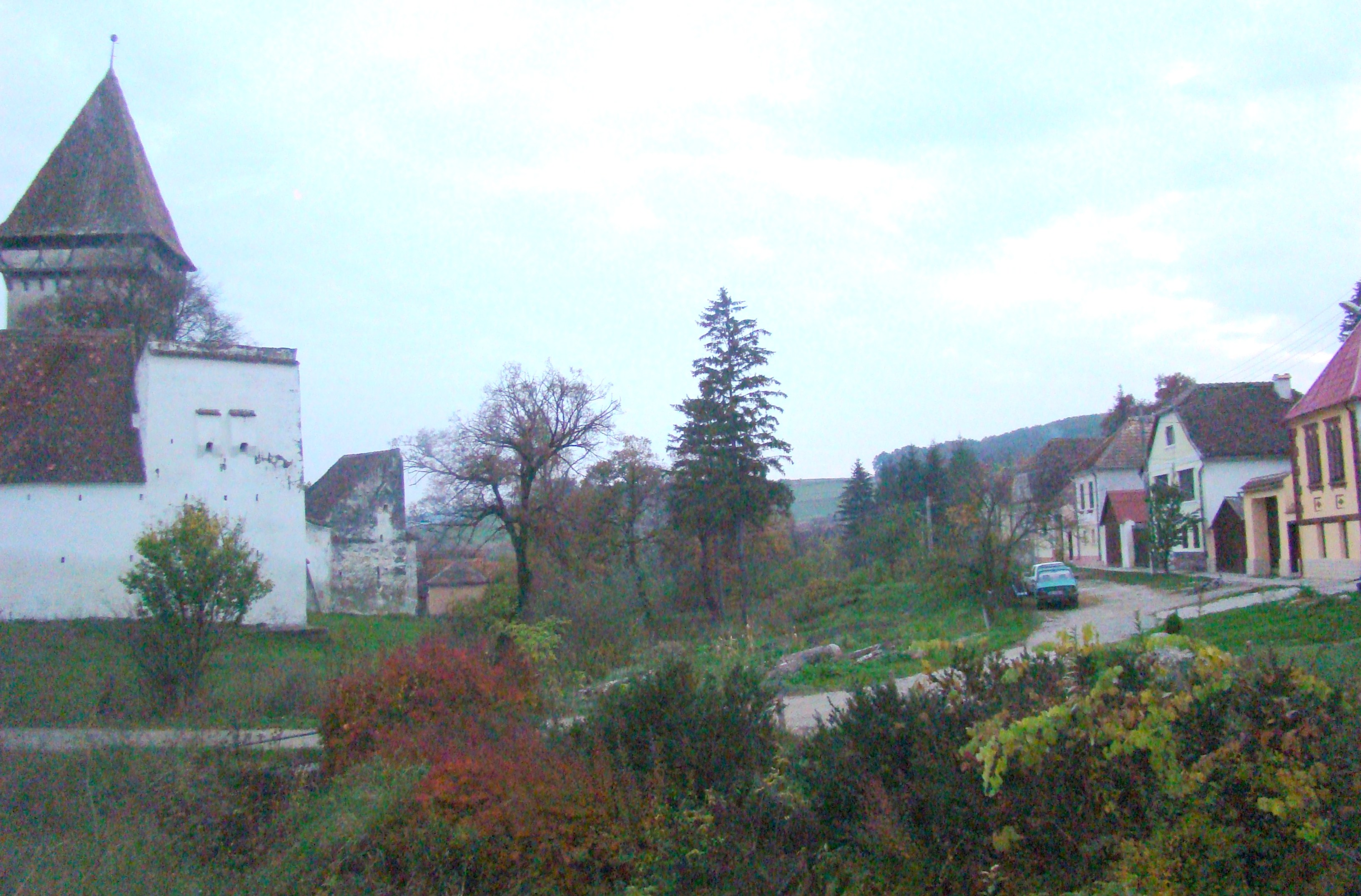
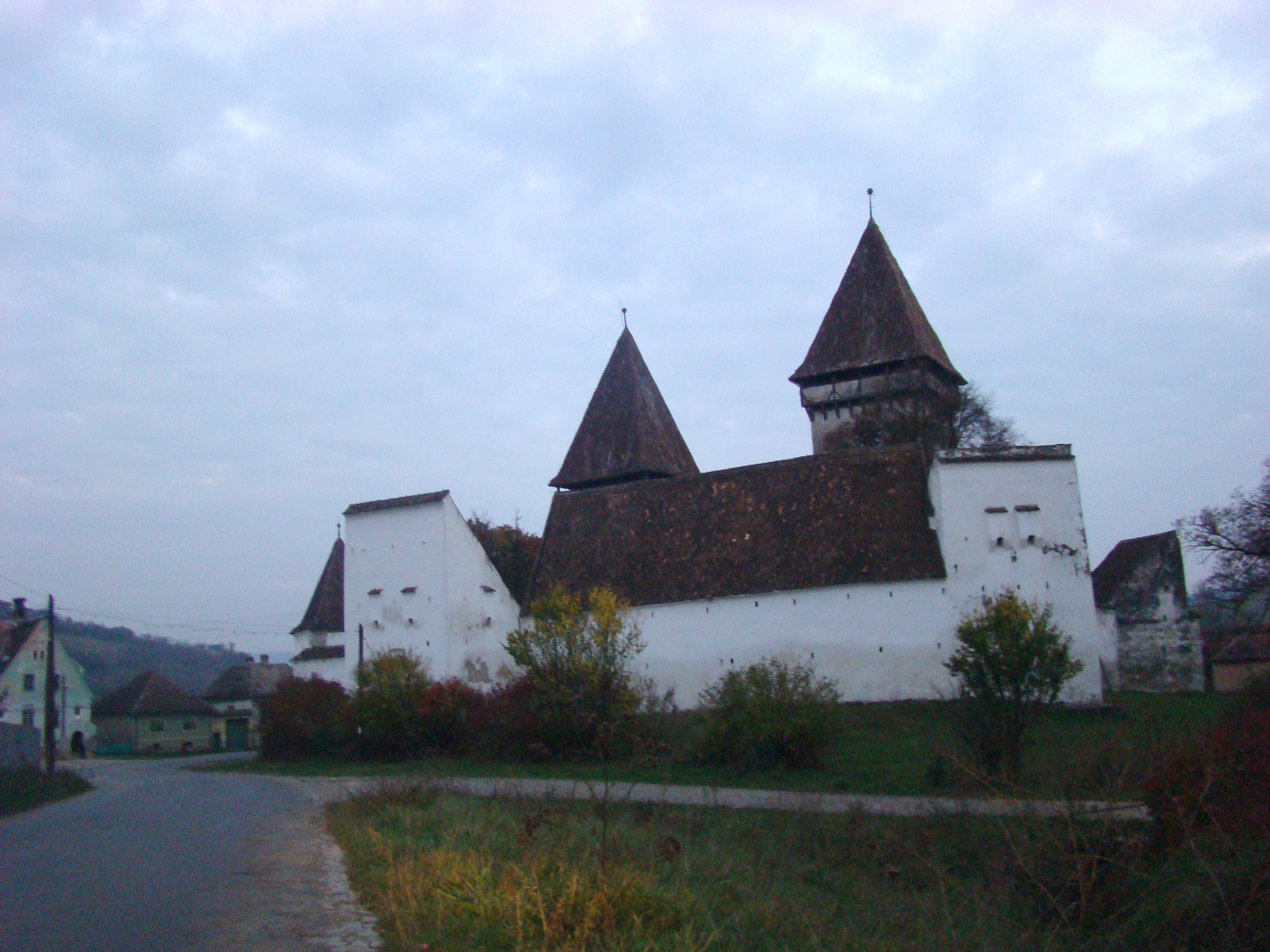
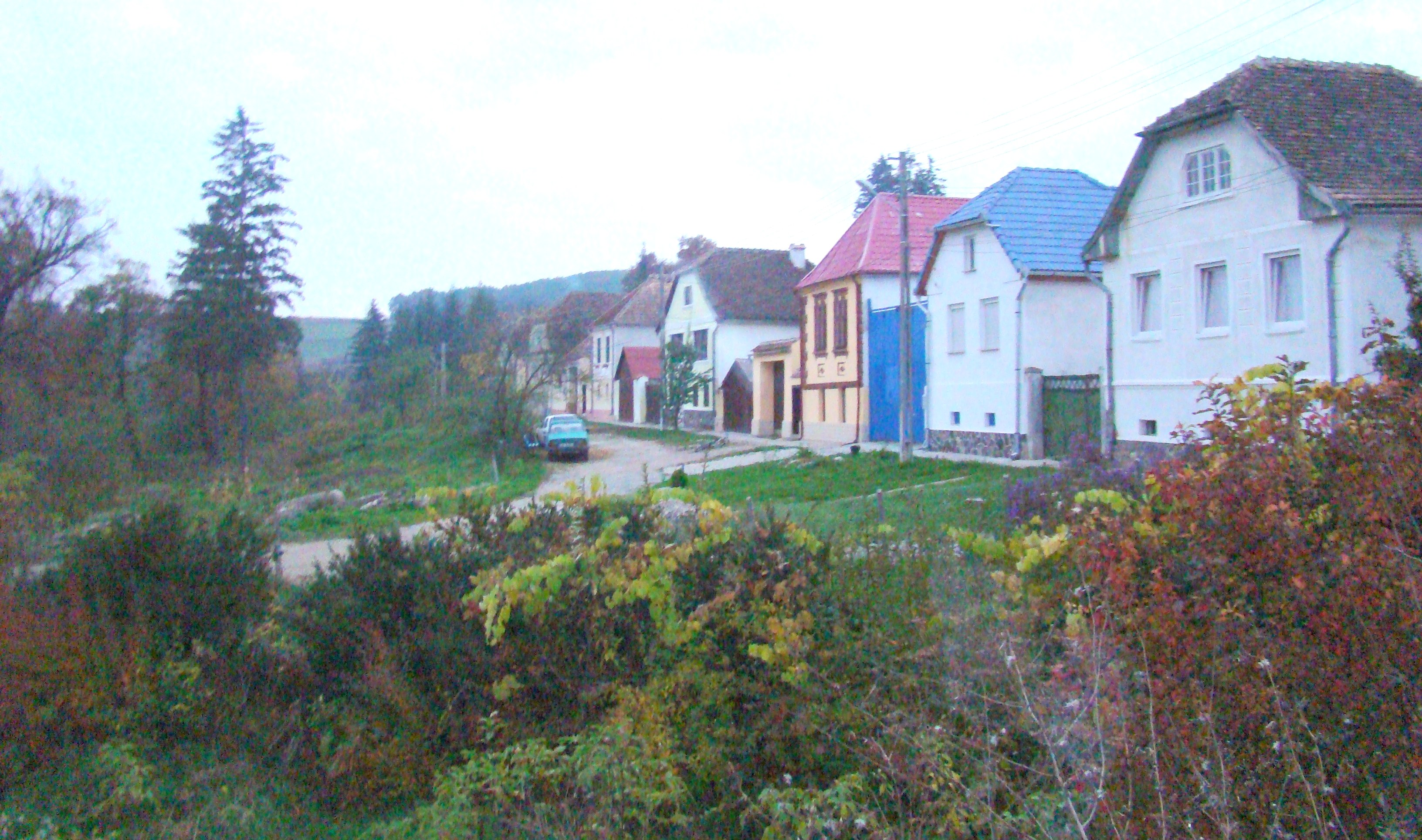
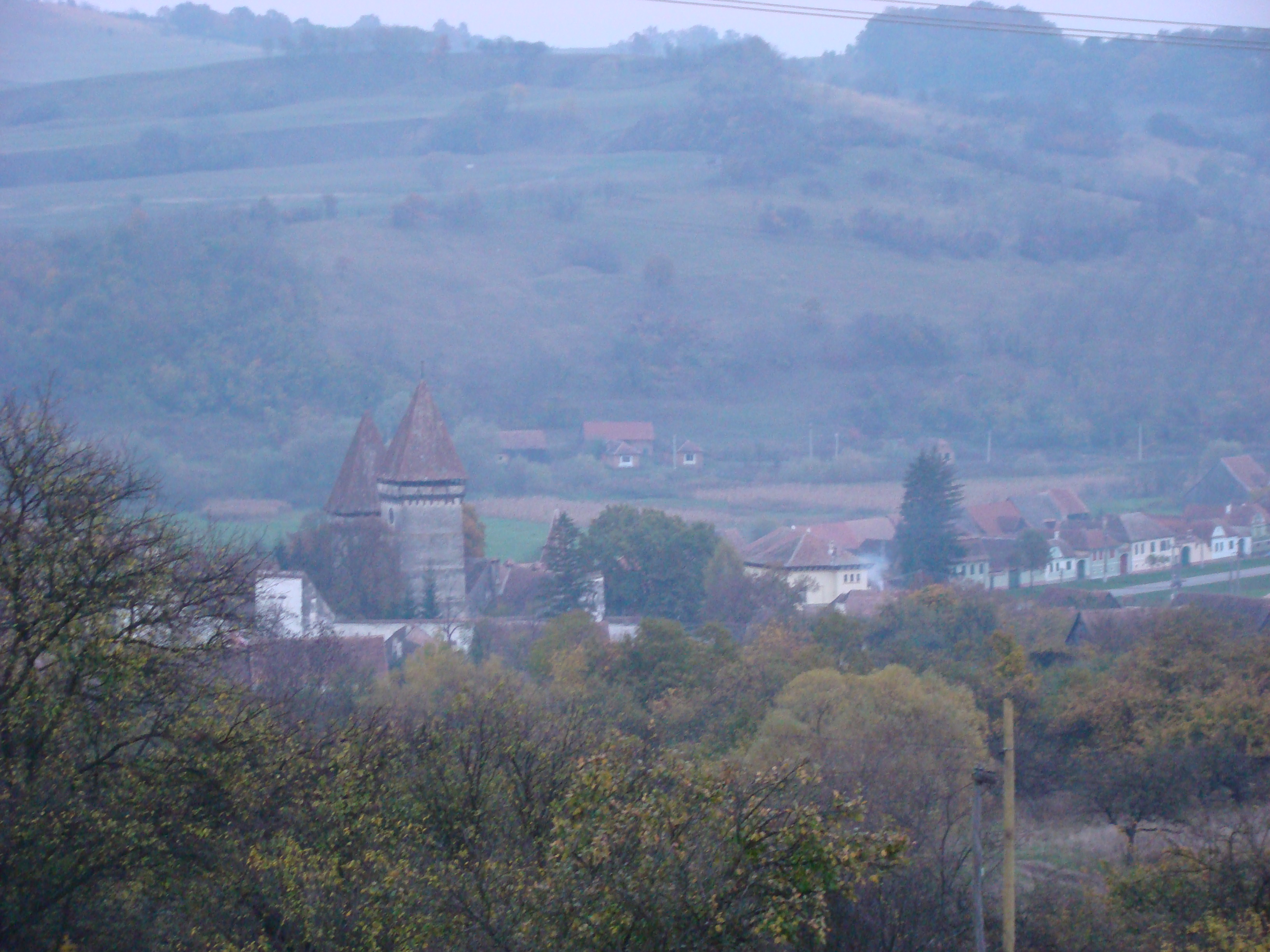
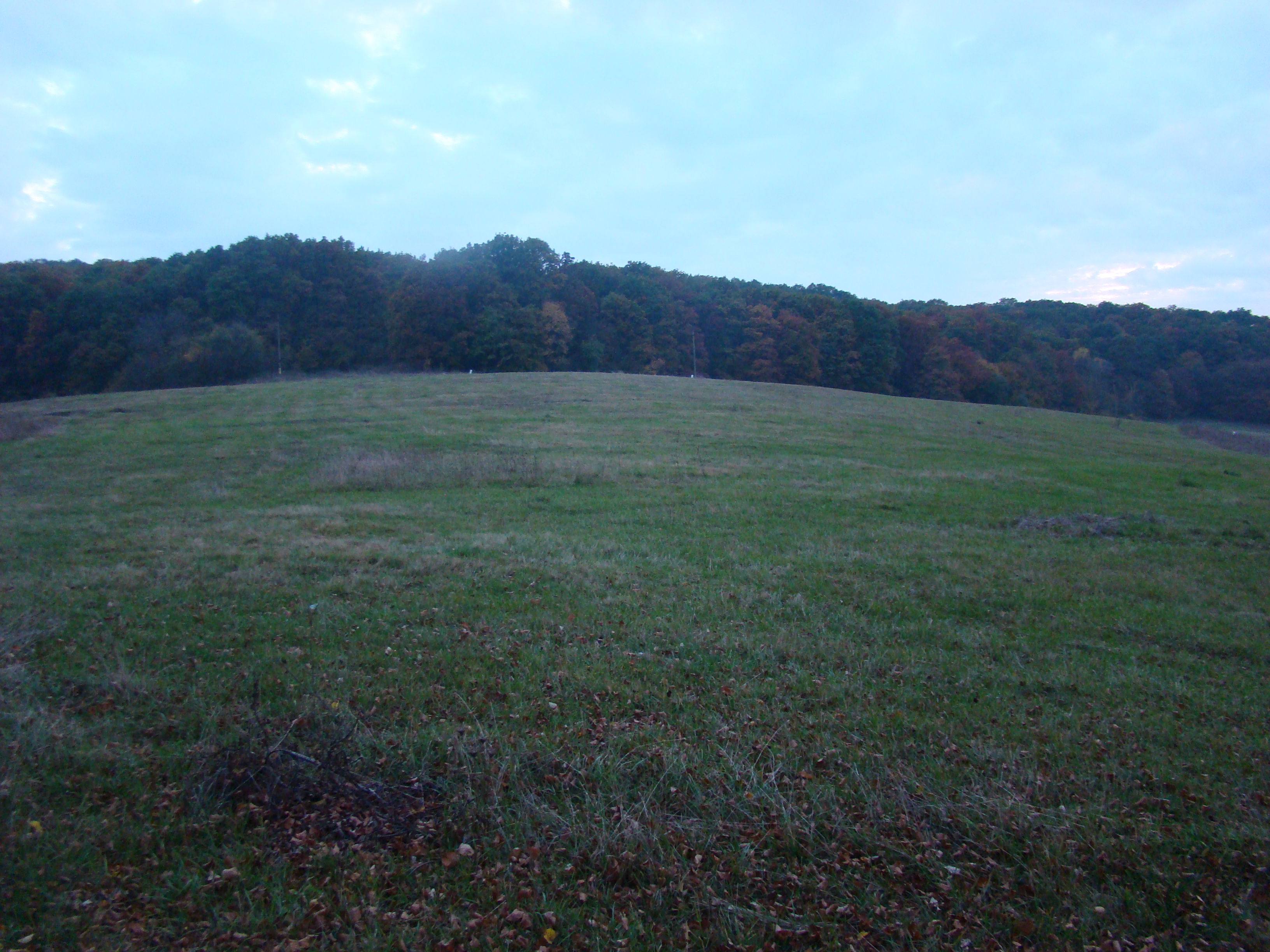
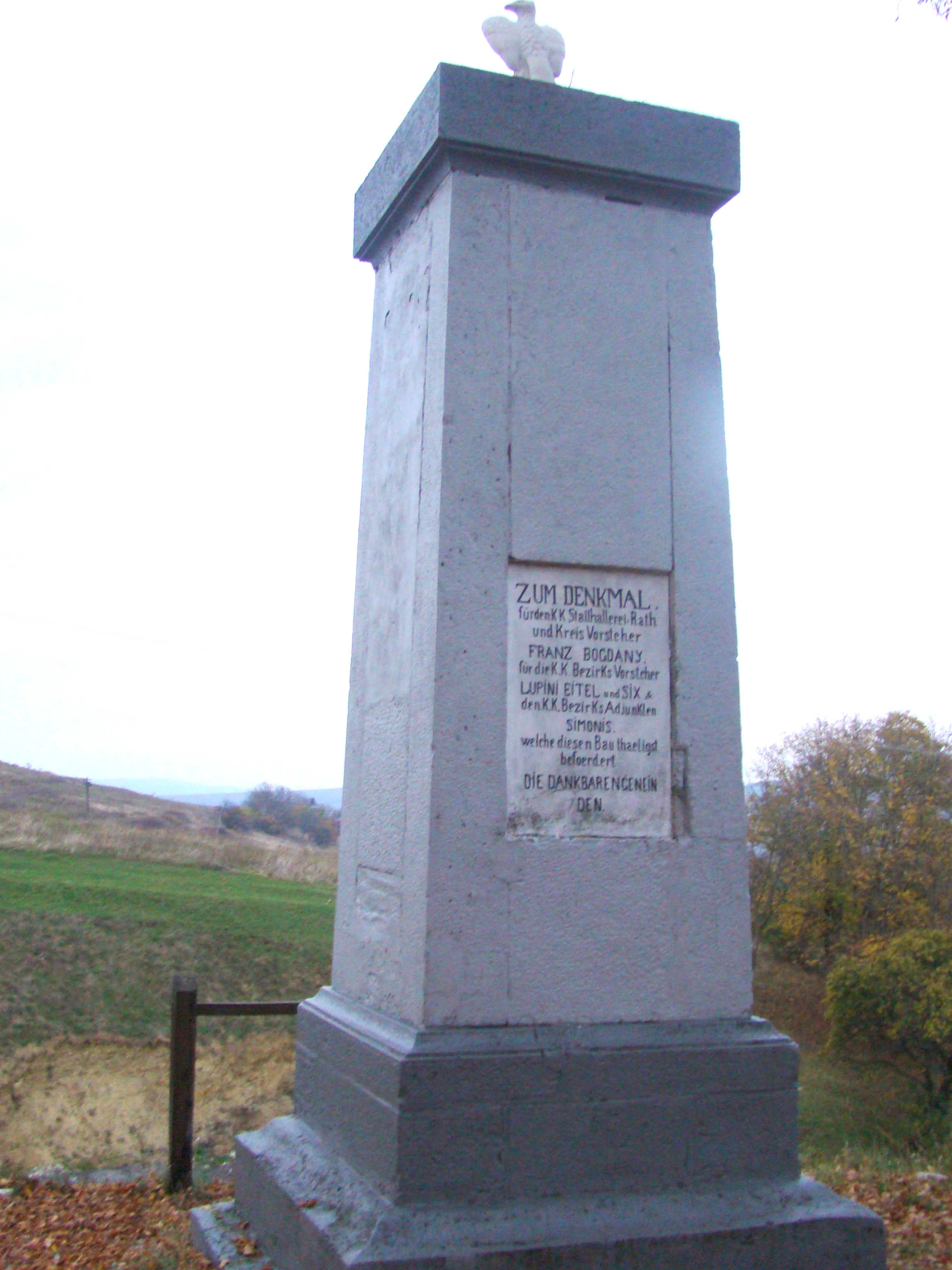
Monumentul Schwarzenberg (1858)
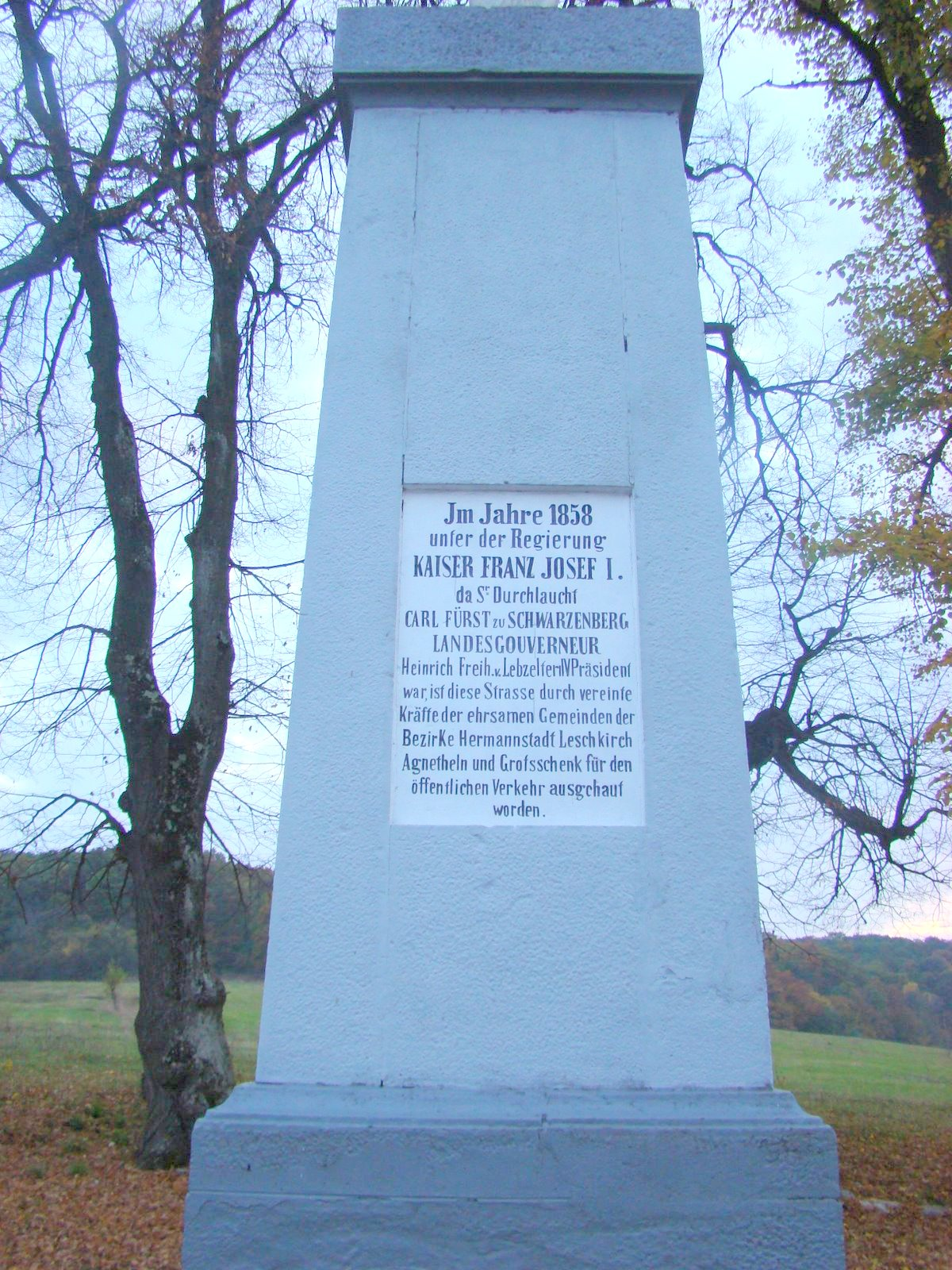
Monumentul Karl Borromäus zu Schwarzenberg
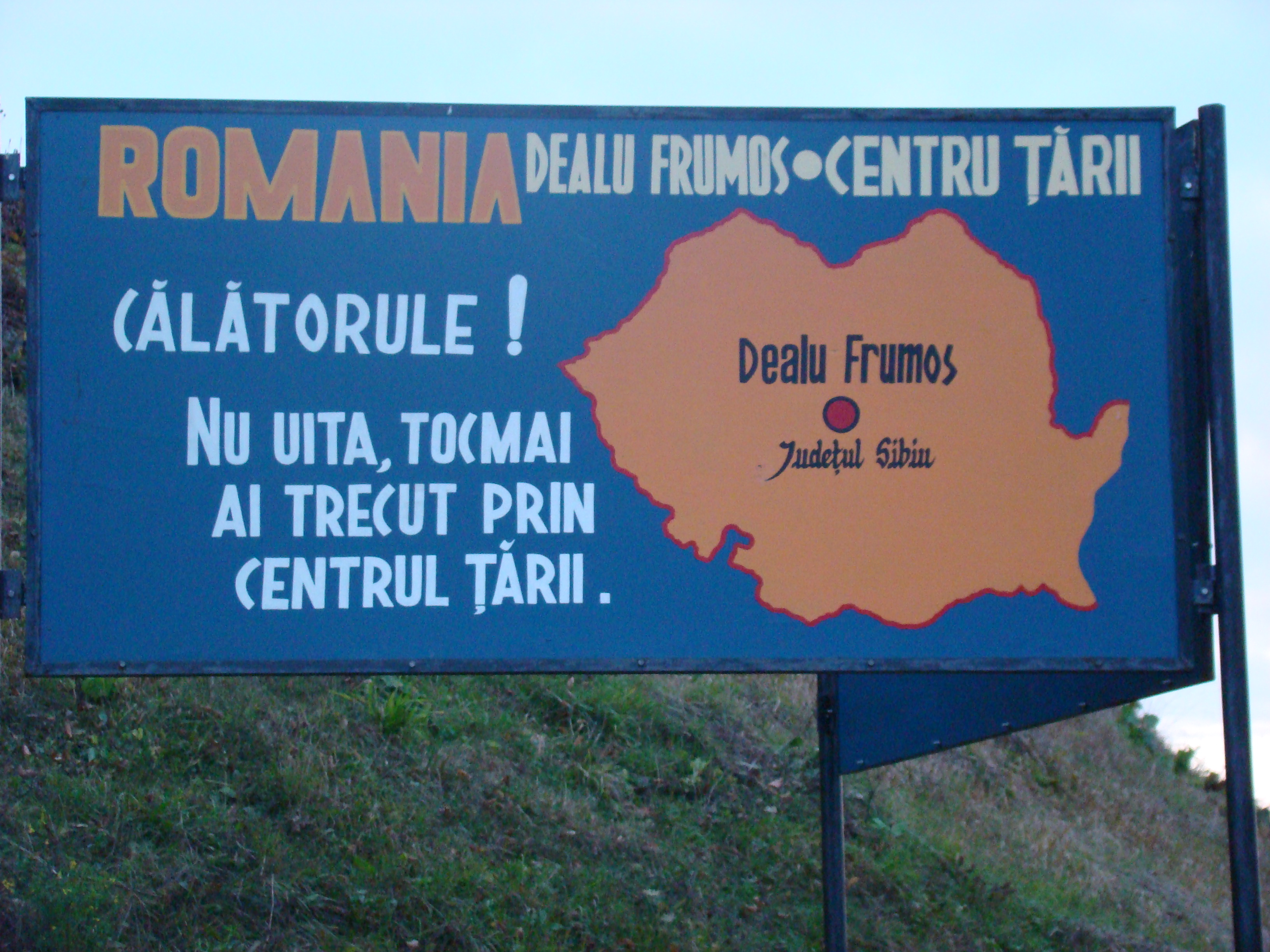